# 김영석 (신학자)
김영석(Yung Suk Kim)은 한국계 미국인 성경학자이다. 미국 버지니아 유니언 대학교(Virginia Union University)에서 신약신학과 초대 교회사 교수이다. Journal of Bible and Human Transformation 의 온라인 리뷰 편집자이다. 또한 Journal of Race, Ethnicity, and Religion의 편집자이다.
그는 경북대학교 무역학과, 맥코믹 신학교를 거쳐, 밴더빌트 대학에서 신약학 박사학위를 받았다. 현재는 미국 버지니아 유니온 대학(Virginia Union University)에서 초기 기독교와 신약성서신학 분야의 교수로 재직하고 있다. 영문 단행본 저서로 『고린도서에 나타난 그리스도의 몸』 (Christ’s Body in Corinth, (2008), 『바울서신에 관한 신학적 입문, A Theological Introduction to Paul’s Letters』(2011) 등이 있고, 특히 최근에는 『성서해석: 이론, 과정, 규준, Biblical Interpretation: Theory, Process, and Criteria』(2013), 『성서에 관한 변혁적 독해 , A Transformative Reading of the Bible』(2013), 『진리, 증언, 변혁 , Truth, Testimony, and Transformation』(2013)과 같이 건전한 성서해석학 이론과 인간변혁을 주제로 한 책들을 연이어 출간했다. 2011~2012년에는 릴리 재단으로부터 릴리 신학연구기금 지원(Lilly Theological Scholars Grant)를 받아 요한복음의 로고스 신학에 대한 연구를 진행했으며, 고린도전후서에 관한 책의 편집자로 참여한 바 있다.